# 木村一利
木村 一利（きむら かずとし、1958年10月25日 - 2001年）は、広島県を登録地としていた元競輪選手。日本競輪学校第39期生。現役時代は『ウルフ』のニックネームがつけられていた。

## 来歴
広島電機大学附属高等学校を経て進んだ、競輪学校における在校競走成績は第1位（90戦68勝）。同期には尾崎雅彦らがいる。
1977年5月7日、広島競輪場でデビューし、初勝利を挙げた。
1979年、全日本新人王戦（小倉競輪場、以下 小倉）で完全優勝。
その後、現在のGIに相当する大会で、3度決勝に進出した。中野浩一と井上茂徳には特にライバル心をむき出しにしていたことで知られ、同じ西日本地区の選手でありながら、ラインを組んで戦ったケースは皆無同然であった。
1980年代はGIの常連選手として知られていた木村だったが、最後のGI出場となった1989年の競輪祭（小倉）の後、不正疑惑が持ち上った影響を受け、選手生活の晩年は、当時最下級ランクであったB級2班まで降格。1991年2月5日に選手登録が削除された。通算成績912戦273勝。
なお、主な弟子に工正信（55期）がいる。